# Алфериха (Владимирская область)
Алфериха — деревня в Суздальском районе Владимирской области России, входит в состав Селецкого сельского поселения.

## География
Деревня расположена в 11 км на северо-восток от райцентра города Суздаль.

## История
В конце XIX — начале XX века деревня входила с состав Быковской волости Суздальского уезда. В 1859 году в деревне числилось 28 дворов, в 1905 году — 49 дворов, в 1926 году — 54 хозяйств.
С 1929 года село входило в состав Погост-Быковского сельсовета Суздальского района, с 1956 года — в составе Лопатницкого сельсовета, с 1986 года — в составе Красногвардейского сельсовета, с 2005 года — в составе Селецкого сельского поселения.

## Население
| 1859 | 1905 | 1926 |
| ---- | ---- | ---- |
| 173  | 261  | 252  |

| 1859 | 1905 | 1926 | 2002 | 2010 | 2021 |
| ---- | ---- | ---- | ---- | ---- | ---- |
| 173  | ↗261 | ↘252 | ↘15  | ↘7   | ↗25  |